# Metopius secundus
Metopius secundus là một loài tò vò trong họ Ichneumonidae.